# Norman Weichselbaum

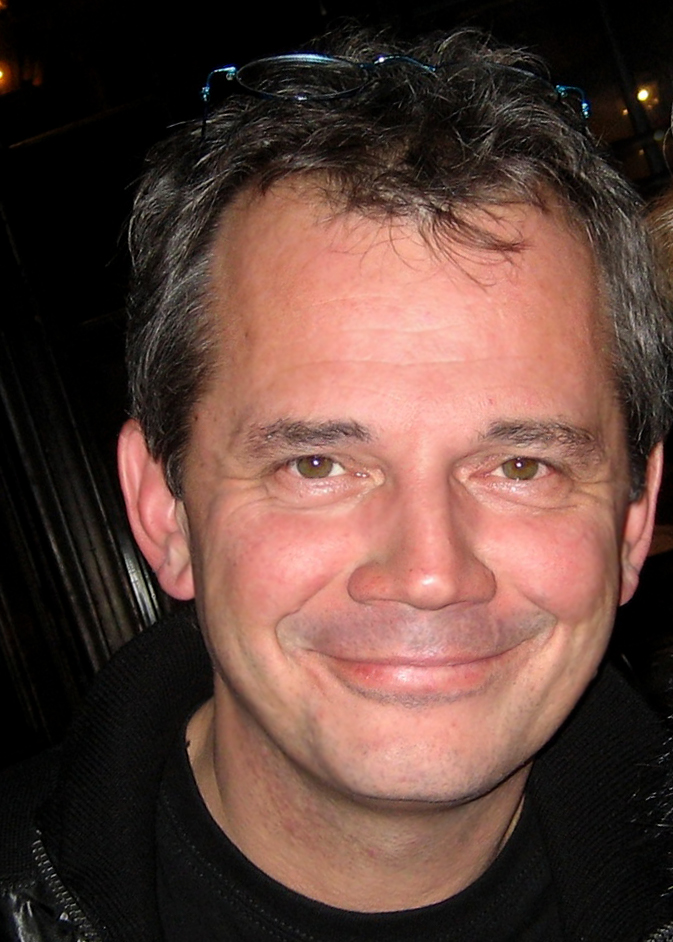
Norman Weichselbaum (2013)

Norman Weichselbaum (* 2. März 1961 in Wien) ist ein österreichischer Autor, Eventproduzent und Videogestalter. Er ist Mitbegründer des TV/CD-Formates Kiddy Contest. Gemeinsam mit Erwin Kiennast leitet er das Unternehmen OPERATOR.

## Leben
Norman Weichselbaum besuchte das Realgymnasium Währing, danach die Handelsakademie und schließlich das Privat-Konservatorium Wien-Mühlgasse. Neben einigen Tonträgerveröffentlichungen als Sänger und der Mitwirkung als Sänger/Bassist in verschiedenen Rockbands etablierte sich Weichselbaum in den 1980er Jahren vorrangig im journalistischen Bereich. So leitete er bis 1992 als Chefredakteur und Prokurist ein Musikerfachmagazin und verfasste nebenbei Beiträge für die Zeitschriften Wiener, Billboard und Cashflow. Von 1985 bis 1991 war Norman Weichselbaum auch regelmäßig als Radiomoderator auf Radio Uno und Antenne Austria zu hören. In dieser Zeit sammelte er auch erste Erfahrung als Gestalter/Regisseur von Videoproduktionen, u. a. als Beitragsgestalter für SAT 1 und im Musikbereich (Videoclip für Thomas Forstner – „Vera“/1989).
1992 gründete Norman Weichselbaum mit Erwin Kiennast die Musik- und Eventproduktionsfirma OPERATOR. Neben der inhaltlichen Konzeption von Firmenevents für VOEST, Western Union, Nivea und unzählige andere Industrieunternehmen entstand in dieser Partnerschaft 1995 auch das Format Kiddy Contest, das mit 1,4 Mio. verkauften Tonträgern seit 1995 als eines der erfolgreichsten Musikformate Österreichs gilt. 2003 veröffentlichte Weichselbaum seinen bislang einzigen Roman "Mamy Blue" bei VaBene, für den Georg Danzer das Vorwort schrieb. Von 2012 bis 2019 war Norman Weichselbaum beim Nestroy-Theaterpreis und der Übertragung auf ORF III für Produktion und visuelle Gestaltung zuständig. 2015 wurde Norman Weichselbaum für seine Arbeiten mit dem Goldenen Ehrenzeichen für Verdienste um die Republik Österreich ausgezeichnet. Heute konzipiert Norman Weichselbaum als Creative Director vorrangig Events für große Industrieunternehmen wie Erste Bank, BMW, Samsung u. a.

## Auszeichnungen
- 1992 Doppel-Platin Award für die Produktion „Birthday Song“ von Powerpack (Sony Music)
- 1993 Österr. Musicalpreis der Austro Mechana für das Bühnenstück Rails
- 1994 Gold Award für die Single Wir sind die Sieger von Superchamp (Sony Music)
- 1994 Gold Award für das Album The City Of Powerpack von Powerpack (Sony Music)
- 1995–2014 Mehrfache Gold- und Platin-Awards für das TV/CD-Format „Kiddy Contest“ (Sony Music)
- 1995 Chartplatzierung der Single Do The Can Can von Collage, featuring Ruth Brauer (Zyx)
- 1998 Auszeichnung durch die Republik Österreich für Verdienste um die Jugendmusik durch Bundeskanzler Viktor Klima
- 1999 Austrian Event Award in Platin für die Konzeption des interaktiven Theaterstückes Mission: Coil am Gelände der *VOEST, Linz
- 2000 Gold Award für die Single Siegerstrasse von Ohrrausch (offizieller Titelsong der ORF-Realityshow „Taxi Orange“)
- 2003 Amadeus Music Award in der Kategorie „Bester Produzent“
- 2015 Goldenes Ehrenzeichen für Verdienste um die Republik Österreich

## Werke
- 1980 Single Leiwande Weihnachten (PolyGram)
- 1985 Single Prinzessin (MusicPool)
- 1986 Single Jeder Tag (MusicPool)
- 1995–2003 Showbuch für mehrere Weihnachtsprogramme von Sandra Pires & Erwin Kiennast
- 1996 Entwicklung des interaktiven Spieles „Confetti“ (CD-ROM) für ORF Enterprise
- 1998 Textierung des Titelsongs zur ORF/ZDF-Serie Schlosshotel Orth (Interpretin: Kristina Bach)
- 2005–2016 Konzeption und Textierung aller Kiddy-Contest-Liveshows
- 2008 Konzeption und Songtextierung des Konzeptalbums Fatura (Sony Music)

## Publikationen
- Mamy blue. Eine Pop-Odyssee aus Wien. Roman, Vorwort von Georg Danzer. Ed. Va Bene, Wien 2003, ISBN 3-85167-150-3.